# Ghiacciaio Haselton
Il ghiacciaio Haselton è un ghiacciaio lungo circa 6 km situato nella regione centro-occidentale della Dipendenza di Ross, in Antartide. Il ghiacciaio, il cui punto più alto si trova a circa 2000 m s.l.m., si trova in particolare sul versante sud-orientale della dorsale Willett, nell'entroterra della costa di Scott, dove fluisce verso nord-est partendo dall'Altopiano Antartico e scorrendo giù per il versante sud-occidentale della valle di Barwick, senza però arrivare sul fondo della valle ma alimentando, durante il suo scioglimento estivo, il lago Webb, un lago glaciale situato sul fondo di questa.

## Storia
Il ghiacciaio Haselton è stato mappato dai membri della spedizione Terra Nova, condotta dal 1910 al 1913 e comandata dal capitano Robert Falcon Scott, ma è stato così battezzato solo nel 2005 dal Comitato consultivo dei nomi antartici in associazione con le vicine cascate di ghiaccio Haselton, che a loro volta erano state così battezzate in onore del geologo George M. Haselton, che condusse studi nell'area circostante al ghiacciaio nella stagione 1961-62 al seguito di Parker E. Calkin.